# Puchar Europy Mistrzów Klubowych (1956/1957)
W sezonie 1956/1957 rozegrano drugą edycję Pucharu Europy Mistrzów Klubowych (ang. European Champion Clubs' Cup), którego kontynuacją jest dzisiejsza Liga Mistrzów UEFA. W turnieju wystąpiły dwadzieścia dwie drużyny. Mecz finałowy rozegrany 30 maja 1957 na Estadio Santiago Bernabéu zakończył się zwycięstwem Realu Madryt nad AC Fiorentina 2:0.

## Runda wstępna
| Drużyna 1             | Wynik dwumeczu | Drużyna 2           | Pierwszy mecz | Drugi mecz |
| --------------------- | -------------- | ------------------- | ------------- | ---------- |
| Borussia Dortmund     | 5:51           | Spora Luksemburg    | 4:3           | 1:2        |
| FC Dinamo Bukareszt   | 4:3            | Galatasaray SK      | 3:1           | 1:2        |
| RSC Anderlecht        | 0:12           | Manchester United   | 0:2           | 0:10       |
| Slovan UNV Bratysława | 4:2            | CWKS Legia Warszawa | 4:0           | 0:2        |
| Aarhus GF             | 2:6            | OGC Nice            | 1:1           | 1:5        |
| FC Porto              | 3:5            | Athletic Bilbao     | 1:2           | 2:3        |

1 Borussia Dortmund wygrała ze Sporą Luxembourg 7-0 w trzecim decydującym o awansie do 1. rundy meczu.

### Pierwsze mecze
| 01.08.1956 | Borussia Dortmund · Bracht 31' · Niepieklo 54' · Preißler 61', 73' | 4:31:2 | Spora Luksemburg · Boreux 25', 34', 88' | Stadion Rote Erde, Dortmund Widzów: 20 tys. Sędzia: Johan Heinrich Martens |
|            |                                                                    |        |                                         |                                                                            |

| 26.08.1956 | FC Dinamo Bukareszt · Voica 10', 67' · Ene 84' | 3:11:0 | Galatasaray SK · Oktay 77' | Stadionul Național, Bukareszt Widzów: 85 tys. Sędzia: Francesco Liverani |
|            |                                                |        |                            |                                                                          |

| 12.09.1956 | RSC Anderlecht | 0:20:1 | Manchester United · Viollet 25' · Taylor 75' | Stade Émile Versé, Bruksela Widzów: 33 tys. Sędzia: Leopold Sylvain Horn |
|            |                |        |                                              |                                                                          |

| 12.09.1956 | Slovan UNV Bratysława · Pažický 11', 68' · Kováč 30' (k.) · Moravčík 40' | 4:03:0 | Legia Warszawa | Tehelné pole, Bratysława Widzów: 25 tys. Sędzia: Friedrich Mayer |
|            |                                                                          |        |                |                                                                  |

| 19.09.1956 | Aarhus GF · Jensen 16' | 1:11:0 | OGC Nice · Foix 61' | Parken, Kopenhaga Widzów: 12,9 tys. Sędzia: Arthur Edward Ellis |
|            |                        |        |                     |                                                                 |

| 20.09.1956 | FC Porto · José María 54' | 1:20:1 | Athletic Bilbao · Gaínza 8' · Trapero 74' | Estádio das Antas, Porto Widzów: 35 tys. Sędzia: Mario Maurelli |
|            |                           |        |                                           |                                                                 |

### Rewanże
| 06.09.1956 | Spora Luksemburg · Fiedler 22' · Letsch 39' | 2:1 | Borussia Dortmund · Preißler 28' | Stade Josy Barthel, Luksemburg Widzów: 7 tys. Sędzia: Karl Lescart |
|            |                                             |     |                                  |                                                                    |

| 16.09.1956 | Borussia Dortmund · Preißler 24', 36' · Simmer 29' · Kelbassa 40', 49', 63' · Peters 57' | 7:04:0 | Spora Luksemburg | Stadion Rote Erde, Dortmund Widzów: 15 tys. Sędzia: Fritz Buchmüller |
|            |                                                                                          |        |                  |                                                                      |

1. ↑  dodatkowy mecz

| 30.09.1956 | Galatasaray SK · Aytaç 42' · Oktay 89' | 2:11:1 | FC Dinamo Bukareszt · Suru 31' | Ali Sami Yen, Stambuł Widzów: 23.764 Sędzia: Gustav Jiranek |
|            |                                        |        |                                |                                                             |

| 29.09.1956 | Manchester United · Taylor 8', 20', 52' · Viollet 25', 38', 44', 65' · Whelan 61', 82' · Berry 76' | 10:05:0 | RSC Anderlecht | Maine Road, Manchester Widzów: 43.635 Sędzia: Benjamin Mervyn Griffiths |
|            | |         |                |                                                                         |

| 19.09.1956 | Legia Warszawa · Kowal 52' · Brychczy 62' | 2:00:0 | Slovan UNV Bratysława | Stadion Wojska Polskiego, Warszawa Widzów: 40 tys. Sędzia: Alfred Grill |
|            |                                           |        |                       |                                                                         |

| 27.09.1956 | OGC Nice · Foix 2' · Milazzo 27', 74' · Faivre 45', 60' | 5:13:0 | Aarhus GF · Jensen 82' | Stade du Ray, Nicea Widzów: 8.144 Sędzia: John Husband |
|            |                                                         |        |                        |                                                        |

| 26.09.1956 | Athletic Bilbao · Artetxe 14', 73' (k.), 82' | 3:21:2 | FC Porto · Hernâni 4' · José Maria 20' | San Mamés, Bilbao Widzów: 34.705 Sędzia: Mario Maurelli |
|            |                                              |        |                                        |                                                         |

## I runda
| Drużyna 1             | Wynik dwumeczu | Drużyna 2               | Pierwszy mecz | Drugi mecz |
| --------------------- | -------------- | ----------------------- | ------------- | ---------- |
| Manchester United     | 3:2            | Borussia Dortmund       | 3:2           | 0:0        |
| CDNA Sofia            | 10:4           | FC Dinamo Bukareszt     | 8:1           | 2:3        |
| Rangers F.C.          | 3:31           | OGC Nice                | 2:1           | 1:2        |
| Slovan UNV Bratysława | 1:2            | Grasshopper Club Zurych | 1:0           | 0:2        |
| Real Madryt           | 5:52           | Rapid Wiedeń            | 4:2           | 1:3        |
| Rapid JC Heerlen      | 3:6            | FK Crvena zvezda        | 3:4           | 0:2        |
| AC Fiorentina         | 2:1            | Norrköping              | 1:0           | 1:1        |
| Athletic Bilbao       | 6:5            | Budapest Honvéd FC      | 3:2           | 3:3        |

1 Nice wygrało z Rangers 3-1 w trzecim decydującym o awansie do 2. rundy meczu.
2 Real Madryt wygrał z Rapidem Wiedeń 2-0 w trzecim decydującym o awansie do 1. rundy meczu.

### Pierwsze mecze
| 17.10.1956 | Manchester United · Viollet 10', 26' · Pegg 30' | 3:23:0 | Borussia Dortmund · Kapitulski 80' · Preißler 87' | Maine Road, Manchester Widzów: 75.568 Sędzia: Leopold Sylvain Horn |
|            |                                                 |        |                                                   |                                                                    |

| 21.10.1956 | CDNA Sofia · Kolew 12', 27', 56', 64' · Miłanow 21', 67' · Panajotow 65' · Dimitrow 80' | 8:13:0 | FC Dinamo Bukareszt · Băcut 71' (k.) | Stadion Wasyla Lewskiego, Sofia Widzów: 50 tys. Sędzia: Vasa Stefanović |
|            |                                                                                         |        |                                      |                                                                         |

| 24.10.1956 | Rangers · Murray 40' · Simpson 60' | 2:11:1 | OGC Nice · Faivre 22' | Ibrox Park, Glasgow Widzów: 65 tys. Sędzia: Robert Sautelle |
|            |                                    |        |                       |                                                             |

| 24.10.1956 | Slovan UNV Bratysława · Moravčík 19' | 1:0 | Grasshopper Club Zurych | Tehelné pole, Bratysława Widzów: 30 tys. Sędzia: Fritz Seipelt |
|            |                                      |     |                         |                                                                |

| 01.11.1956 | Real Madryt · Di Stéfano 10', 22' · Marsal 61', 63' | 4:22:0 | Rapid Wiedeń · Dienst 55' · Gießer 89' | Estadio Santiago Bernabéu, Madryt Widzów: 100 tys. Sędzia: Gottfried Dienst |
|            |                                                     |        |                                        |                                                                             |

| 03.11.1956 | Rapid JC · Janssen 8' · Bischops 76' · Tasić 79' (sam.) | 3:41:2 | FK Crvena zvezda · Kostić 4', 74' · Toplak 38' · Rudinski 81' | Gemeentelijk Sportpark Kaalheide, Kerkrade Widzów: 11,5 tys. Sędzia: Albert Alsteen |
|            |                                                         |        |                                                               |                                                                                     |

| 21.11.1956 | Fiorentina · Bizzari 11' | 1:1 | IFK Norrköping · Bild 8' | Stadio Comunale, Florencja Widzów: 6 tys. Sędzia: Dean Harzic |
|            |                          |     |                          |                                                               |

| 22.11.1956 | Athletic Bilbao · Artetxe 16' · Marcaida 27' · Arieta 82' | 3:22:0 | Budapest Honvéd FC · Budai 75' · Kocsis 85' | San Mamés, Bilbao Widzów: 39.184 Sędzia: John Husband |
|            |                                                           |        |                                             |                                                       |

### Rewanże
| 21.11.1956 | Borussia Dortmund | 0:0 | Manchester United | Stadion Rote Erde, Dortmund Widzów: 44.570 Sędzia: Johan Heinrich Martens |
|            |                   |     |                   |                                                                           |

| 30.12.1956 | FC Dinamo Bukareszt · Nicuşor 58' (k.) · Lăzar 67' · Neagu 84' | 3:20:1 | CDNA Sofia · Stojanow 22' · Janew 62' | Stadionul Republicii, Bukareszt Widzów: 20 tys. Sędzia: Gustav Jiranek |
|            |                                                                |        |                                       |                                                                        |

| 14.11.1956 | OGC Nice · Bravo 61' · Foix 64' | 2:10:1 | Rangers · Hubbard 41' (k.) | Stade du Ray, Nicea Widzów: 8.439 Sędzia: Riccardo Pieri |
|            |                                 |        |                            |                                                          |

| 28.11.1956 | OGC Nice · Foix 43' · Muro 51' · Faivre 75' | 3:11:0 | Rangers · Bonvin 50' (sam.) | Parc des Princes, Paryż Widzów: 11.908 Sędzia: Lucien Van Nuffel |
|            |                                             |        |                             |                                                                  |

1. ↑  dodatkowy mecz

| 12.12.1956 | Grasshopper Club Zurych · Vukosavljević 75' · Duret 90' | 2:00:0 | Slovan UNV Bratysława | Grünwalder Stadion, Monachium Widzów: 12 tys. Sędzia: Fritz Seipelt |
|            |                                                         |        |                       |                                                                     |

| 14.11.1956 | Rapid Wiedeń · Happel 19', 39' (k.), 42' | 3:13:0 | Real Madryt · Di Stéfano 60' | Praterstadion, Wiedeń Widzów: 60 tys. Sędzia: Maurice Guigue |
|            |                                          |        |                              |                                                              |

| 13.12.1956 | Real Madryt · Joseíto 2' · Kopa 24' | 2:0 | Rapid Wiedeń | Estadio Santiago Bernabéu, Wiedeń Widzów: 100 tys. Sędzia: Alfred Bond |
|            |                                     |     |              |                                                                        |

1. ↑  dodatkowy mecz

| 08.11.1956 | FK Crvena zvezda · Toplak 33' · Kostić 78' | 2:01:0 | Rapid JC | JNS Stadion, Belgrad Widzów: 15 tys. Sędzia: Rudolf Roman |
|            |                                            |        |          |                                                           |

| 28.11.1956 | IFK Norrköping | 0:1 | Fiorentina · Virgili 17' | Stadio Olimpico, Rzym Widzów: 10,2 tys. Sędzia: Michel Devillers |
|            |                |     |                          |                                                                  |

| 20.12.1956 | Budapest Honvéd FC · Budai 6' · Kocsis 81' · Puskás 85' | 3:31:1 | Athletic Bilbao · Merodio 3', 71' · Arieta 68' | Heysel, Bruksela Widzów: 30 tys. Sędzia: Albert Alsteen |
|            |                                                         |        |                                                |                                                         |

## 1/4 finału
| Drużyna 1        | Wynik dwumeczu | Drużyna 2               | Pierwszy mecz | Drugi mecz |
| ---------------- | -------------- | ----------------------- | ------------- | ---------- |
| Athletic Bilbao  | 5:6            | Manchester United       | 5:3           | 0:3        |
| AC Fiorentina    | 5:3            | Grasshopper Club Zurych | 3:1           | 2:2        |
| Real Madryt      | 6:2            | OGC Nice                | 3:0           | 3:2        |
| FK Crvena zvezda | 4:3            | CDNA Sofia              | 3:1           | 1:2        |

### Pierwsze mecze
| 16.01.1957 | Athletic Bilbao · Uribe 3', 28' · Marcaida 43' · Merodio 73' · Artetxe 78' | 5:33:0 | Manchester United · Taylor 48' · Viollet 54' · Whelan 85' | San Mamés, Bilbao Widzów: 36.737 Sędzia: Albert Dusch |
|            |                                                                            |        |                                                           |                                                       |

| 06.02.1957 | Fiorentina · Segato 3' · Taccola 10', 12' | 3:1 | Grasshopper Club Zurych · Ballaman 31' | Stadio Comunale, Florencja Widzów: 10 tys. Sędzia: Fritz Seipelt |
|            |                                           |     |                                        |                                                                  |

| 14.02.1957 | Real Madryt · Joseíto 19' · Mateos 50', 72' | 3:01:0 | OGC Nice | Estadio Santiago Bernabéu, Madryt Widzów: 110 tys. Sędzia: Gérard Versyp |
|            |                                             |        |          |                                                                          |

| 17.02.1957 | FK Crvena zvezda · Kostić 7', 25' · Popović 53' | 3:12:0 | CDNA Sofia · Janew 89' | JNS Stadion, Belgrad Widzów: 33 tys. Sędzia: Riccardo Pieri |
|            |                                                 |        |                        |                                                             |

### Rewanże
| 06.02.1957 | Manchester United · Viollet 41' · Taylor 70' · Berry 84' | 3:01:0 | Athletic Bilbao | Maine Road, Manchester Widzów: 70 tys. Sędzia: Albert Dusch |
|            |                                                          |        |                 |                                                             |

| 27.02.1957 | Grasshopper Club Zurych · Ballaman 24' · Vukosavljević 84' | 2:21:1 | Fiorentina · Julinho 8' · Montuori 51' | Hardturm, Zurych Widzów: 18 tys. Sędzia: Fritz Seipelt |
|            |                                                            |        |                                        |                                                        |

| 14.03.1957 | OGC Nice · Foix 15' · Kocsur 83' (k.) | 2:31:1 | Real Madryt · Joseíto 19' · Di Stéfano 50', 80' | Stade du Ray, Nicea Widzów: 21.724 Sędzia: John Husband |
|            |                                       |        |                                                 |                                                         |

| 24.02.1957 | CDNA Sofia · Bożkow 22' (k.) · Panajotow 39' | 2:1 | FK Crvena zvezda · Tasić 29' (k.) | Stadion Wasyla Lewskiego, Sofia Widzów: 50 tys. Sędzia: Nikołaj Łatyszew |
|            |                                              |     |                                   |                                                                          |

## 1/2 finału
| Drużyna 1        | Wynik dwumeczu | Drużyna 2         | Pierwszy mecz | Drugi mecz |
| ---------------- | -------------- | ----------------- | ------------- | ---------- |
| FK Crvena zvezda | 0:1            | AC Fiorentina     | 0:1           | 0:0        |
| Real Madryt      | 5:3            | Manchester United | 3:1           | 2:2        |

### Pierwsze mecze
| 03.04.1957 | FK Crvena zvezda | 0:10:0 | Fiorentina · Prini 88' | JNS Stadion, Belgrad Widzów: 40 tys. Sędzia: Albert Alsteen |
|            |                  |        |                        |                                                             |

| 11.04.1957 | Real Madryt · Rial 61' · Di Stéfano 74' · Mateos 84' | 3:10:0 | Manchester United · Taylor 82' | Estadio Santiago Bernabéu, Madryt Widzów: 120 tys. Sędzia: Leopold Sylvain Horn |
|            |                                                      |        |                                |                                                                                 |

### Rewanże
| 18.04.1957 | Fiorentina | 0:0 | FK Crvena zvezda | Stadio Comunale, Florencja Widzów: 70 tys. Sędzia: Klaas Schipper |
|            |            |     |                  |                                                                   |

| 25.04.1957 | Manchester United · Taylor 62' · Charlton 85' | 2:20:2 | Real Madryt · Kopa 25' · Rial 33' | Old Trafford, Manchester Widzów: 65 tys. Sędzia: Marcel Lequesne |
|            |                                               |        |                                   |                                                                  |

## Finał
| 30.05.1957 | Real Madryt · Di Stéfano 69' · Gento 75' | 2:00:0 | Fiorentina | Estadio Santiago Bernabéu, Madryt Widzów: 120 tys. Sędzia: Leo Horn |
|            |                                          |        |            |                                                                     |

| Real Madryt | Fiorentina |

| REAL MADRYT:    |    |                    |
|                 |    |                    |
| BR              | 1  | Juan Alonso        |
| OB              | 2  | Manuel Torres      |
| OB              | 3  | Marquitos          |
| OB              | 4  | Rafael Lesmes      |
| OB              | 5  | Miguel Muñoz (k)   |
| PO              | 6  | José María Zárraga |
| PO              | 7  | Raymond Kopa       |
| PO              | 8  | Enrique Mateos     |
| PO              | 9  | Alfredo Di Stéfano |
| NA              | 10 | Héctor Rial        |
| NA              | 11 | Francisco Gento    |
| Trener:         |    |                    |
| José Villalonga |    |                    |

| AC FIORENTINA:    |    |                    |
|                   |    |                    |
| BR                | 1  | Giuliano Sarti     |
| OB                | 2  | Ardico Magnini     |
| OB                | 3  | Alberto Orzan      |
| OB                | 4  | Sergio Cervato (k) |
| OB                | 5  | Aldo Scaramucci    |
| PO                | 6  | Armando Segato     |
| PO                | 7  | Julinho            |
| PO                | 8  | Guido Gratton      |
| PO                | 9  | Giuseppe Virgili   |
| NA                | 10 | Miguel Montuori    |
| NA                | 11 | Claudio Bizzarri   |
| Trener:           |    |                    |
| Fulvio Bernardini |    |                    |

## Czołowi strzelcy
9 goli
- Dennis Viollet (Manchester United)

8 goli
- Tommy Taylor (Manchester United)

7 goli
- Alfredo Di Stéfano (Real Madryt)

6 goli
- Alfred Preißler (Borussia Dortmund)

5 goli
- Jacques Foix (OGC Nice)
- José Artetxe (Athletic Bilbao)
- Bora Kostić (FK Crvena Zvezda)

4 gole
- Jacques Faivre (OGC Nice)
- Iwan Kolew (CDNA Sofia)